# Regla de Chvorinov
La regla de Chvorinov es una relación matemática formulada por el ingeniero checoslovaco Nicolas Chvorinov en 1940 que, en procesos de fundición metalúrgica, relaciona el tiempo de solidificación de una pieza con su volumen y superficie. Cuantifica la experiencia empírica de que a iguales condiciones externas, la pieza con mayor superficie y menor volumen se enfriará más rápidamente que otra con menos superficie y mayor volumen. La relación puede escribirse como:

{\displaystyle t=B\left({\frac {V}{A}}\right)^{n}}

donde:
- t es el tiempo de solidificación,
- V es el volumen de la pieza,
- A es la superficie de la pieza en contacto con el molde,
- n es una constante (según Askeland,normalmente 2; sin embargo Degarmo la establece entre 1,5 y 2[2][3]), y
- B es la constante del molde. Esta última constante depende de las propiedades del metal (densidad, capacidad calorífica, calor de fusión) y del molde, como temperatura inicial, densidad, conductividad térmica, capacidad calorífica y grosor de pared. Las unidades de B son tiempo por unidad de área, por ejemplo {\displaystyle min/cm^{2}}.[4]

B, puede ser calculada según la siguiente relación:

{\displaystyle B=\left[{\frac {\rho _{m}L}{\left(T_{m}-T_{o}\right)}}\right]^{2}\left[{\frac {\pi }{4k\rho c}}\right]\left[1+\left({\frac {c_{m}\Delta T_{s}}{L}}\right)^{2}\right]\left({\frac {1min}{60s}}\right)\left({\frac {1m^{2}}{10,000cm^{2}}}\right)}

donde:
- Tm = temperatura de fusión o solidificación del líquido (en Kelvin)
- To = temperatura inicial del molde (en Kelvin)
- ΔTs = Tvertido − Tm = sobrecalentamiento (en Kelvin)
- L = calor latente de fusión (en [J.kg-1])
- k = conductividad térmica del molde (en [W.m-1.K-1)])
- ρ = densidad del molde (en [kg.m-3])
- c = calor específico del molde (en [J.kg-1.K-1])
- ρm = densidad del metal (en [kg.m-3])
- cm = calor específico del metal (en [J.kg-1.K-1])

Es muy útil para el diseño de mazarotas. Determinar si una mazarota solidificará antes que la pieza, ya que si esta solidifica antes deja de cumplir su función.